# North West Leicestershire
Il North West Leicestershire è un distretto del Leicestershire, Inghilterra, Regno Unito, con sede a Coalville.
Il distretto fu creato con il Local Government Act 1972, il 1º aprile 1974 dalla fusione dei distretti urbani di Ashby de la Zouch, Ashby Woulds e Coalville con il distretto rurale di Ashby de la Zouch, il distretto rurale di Castle Donington e parte del distretto rurale di Market Bosworth.

## Parrocchie civili
Le parrocchie del distretto, che non coprono l'area del capoluogo, sono:
- Appleby Magna, Ashby Woulds, Ashby-de-la-Zouch,
- Bardon, Battleflat, Belton, Breedon on the Hill
- Castle Donington, Charley, Chilcote, Coleorton
- Ellistown and Battleflat
- Heather
- Ibstock
- Isley cum Langley
- Kegworth
- Lockington cum Hemington, Long Whatton, Lount
- Measham
- Normanton le Heath
- Oakthorpe and Donisthorpe, Osgathorpe
- Packington
- Ravenstone with Snibston
- Snarestone, Staunton Harold, Stretton en le Field, Swannington, Swepstone
- Worthington